# 閃光貝氏石首魚
閃光貝氏石首魚為輻鰭魚綱鱸形目鱸亞目石首魚科的其中一種，分布於東太平洋區，從墨西哥至秘魯海域，體長可達35公分，棲息在沿岸、河口區，屬肉食性，以小型甲殼類為食。